# Neolindus sauron
Neolindus sauron (лат.) — вид коротконадкрылых жуков рода Neolindus из подсемейства Paederinae (Staphylinidae). Видовое название N. sauron навеяно строением антипарамерального склерита в эдеагусе, напоминающего «глаз Саурона» из кинотрилогии «Властелин колец», основанной на серии книг Дж. Р. Р. Толкиена.

## Распространение и экология
Неотропика. Вид известен только из типового местонахождения в Гайаны (регион Аппер-Демерара-Бербис, Iwokrama Forest, гора Turtle Mountain) и близлежащих Ивокрамских гор. Он был собран на низкой высоте с помощью ловушки для перехвата летающих насекомых.

## Описание
Мелкие коротконадкрылые жуки. Длина тела около 6 мм. Голова и переднеспинка коричневые; ноги светло-коричневые; брюшко коричневое. Антенны бусовидные от антенномера 5, короче головы и переднеспинки вместе взятых; антенномеры длиннее ширины, опушение томентозное, начиная с антенномера 4; антенномер 1 такой же длины, как антенномеры 2 и 3 вместе взятые, антенномер 2 длиннее 3. Лабрум двулопастной, с неглубоким V-образным выступом. Пронотум немного шире длины, с умбиликальными микропунктурами, 2 парамедиальными и 2 латеральными рядами волосков. Метастернальный межтазиковый отросток с 1 парой округлых отростков. Надкрылья длиннее ширины, поверхность надкрылий с умеренно плотной умбиликатной пунктировкой в 10—11 продольных рядов.

## Систематика
Вид был впервые описан в 2024 году по типовым материалам из Гайаны. Габитус этого вида, а также широко закруглённый задний край тергита VIII напоминают таковой у N. paralellus. Однако N. sauron отличается от N. paralellus морфологией стернита VIII с вогнутой, широкой эмаргинацией заднего края и голым продольным вдавлением на остальной части склерита, тогда как у N. paralellus он глубоко и узко эмаргирован. Кроме того, N. sauron отличается формой апикального комплекса склеритов эдеагуса.